# The Theory of Flight
The Theory of Flight (Brasil: Livre para Voar / Portugal: Teoria de Voo) é um filme britânico de comédia dramática de 1998 dirigido por Paul Greengrass, estrelado por Helena Bonham Carter e Kenneth Branagh. Bonham Carter interpreta uma mulher com esclerose lateral amiotrófica, o filme lida com a sexualidade das pessoas com deficiência.

## Elenco
- Helena Bonham Carter como Jane Hatchard
- Kenneth Branagh como Richard
- Gemma Jones como Anne
- Holly Aird como Julie
- Ray Stevenson como Gigolo

## Recepção
The Theory of Flight recebeu recepção mista dos críticos e detém actualmente uma classificação de 50% no Rotten Tomatoes.